# Allobates granti
Allobates granti är en groddjursart som först beskrevs av Kok, MacCulloch, Gaucher, Poelman, Bourne, Lathrop och Georges L. Lenglet 2006.  Allobates granti ingår i släktet Allobates och familjen Aromobatidae. IUCN kategoriserar arten globalt som livskraftig. Inga underarter finns listade i Catalogue of Life.